# Fleet Marine Force
Les Fleet Marine Forces (FMF) sont des forces combinées à des fins généralistes ou spécialisées au sein du département de la Marine des États-Unis qui effectuent des opérations de guerre amphibie ou expéditionnaire offensives ou défensifs. Les Forces maritimes de la flotte fournissent à la National Command Authority (NCA) une force réactive qui peut mener des opérations dans n'importe quel spectre de conflits à travers le monde. 

## Organisation
Les Forces navales de la flotte (FMF) sont constituées des éléments des forces opérationnelles du Corps des Marines qui constituent les FMF du Pacifique et de l'Atlantique. Alors que la FMF est une organisation du Corps des Marines, la FMF est un commandement type qui est sous le contrôle opérationnel des commandants de la flotte de la Navy. Le commandant du Marine Corps (CMC) conserve le contrôle administratif ainsi que celui de la formation en tant normal. 
Le commandant général de la Force maritime de la flotte, soit le commandement du Pacifique (CG FMFPAC) soit celui de l'Atlantique (CG FMFLANT) est responsable de l'administration et de la formation de toutes les unités subordonnées des Forces du Corps des Marines (MARCORFOR) en déploiement. Les unités subordonnées des Fleet Marine Forces sont placées sous le contrôle opérationnel des commandants, US Fleet Forces Command (anciennement Atlantic Fleet) ou United States Pacific Fleet, lorsqu'ils sont déployés. 
Les commandants du Commandement des Forces maritimes (MARFORCOM) et du Pacifique (MARFORPAC) servent de commandants de composante du Corps des Marines auprès de leurs commandants de combat respectifs et peuvent également servir de commandants généraux des Forces maritimes de la flotte (FMF) de l'Atlantique ou du Pacifique. 
Les forces opérationnelles du Marine Corps sont actuellement organisées en deux Forces navales de la flotte (FMF): 
- Fleet Marine Force, Pacific (FMFPAC) dont le quartier général est à Honolulu, Hawaï
- Fleet Marine Force, Atlantic (FMFLANT) dont le quartier général est à Norfolk, Virginie

Chaque FMF équivaut à un commandement de type équivalent de l'US Navy et relève de son commandant en chef de flotte respectif. Le général commandant - un lieutenant-général - peut être un aviateur ou un officier des troupes au sol. Son général adjoint est de l'autre communauté. 
Les forces du Corps des Marines sont organisées en unités de combat combinées connues sous le nom de Forces tactiques terrestres et aériennes des Marines (MAGTF) et sont soit employées dans le cadre de forces expéditionnaires navales, soit séparément dans le cadre de forces interarmées ou combinées plus importantes. 
Chaque FMF comprend au moins une force expéditionnaire des Marines (MEF) composée d'au moins une division de Marines (MARDIV), une escadrille d'aéronefs des Marines (MAW), un groupe de logistique des Marines (MLG) (anciennement le groupe de soutien des services de force (FSSG) et un groupe d'information de la MEF. D'autres unités de soutien diverses peuvent être attachées. En plus d'une ou plusieurs MEF, chaque FMF est en outre organisée en un ou plusieurs MAGTF de taille intermédiaire appelés Brigades expéditionnaires des Marines (MEB) et des MAGTF plus petits appelés unités expéditionnaires des Marines (MEU). 

## Histoire
Son prédécesseur était l'Advanced Base Force au début du XXe siècle. L'histoire de la FMF remonte au 7 décembre 1933, lorsque le secrétaire à la Marine Claude A. Swanson a émis l'ordonnance générale 241 définissant la Fleet Marine Force. 
Peu de temps avant puis pendant la Seconde Guerre mondiale, la Fleet Marine Force avait également des unités FMF dans le Pacifique occidental affectées à la flotte asiatique des États-Unis, créant la Fleet Marine Force, Western Pacific (FMFWestPac). 

## Le personnel de la marine dans les forces maritimes de la flotte

Insigne de spécialité de combattant de la Force maritime de la flotte.

Pour le service dans la Fleet Marine Force, le département de la Marine des États-Unis délivre l'insigne de spécialiste engagé de la FMF et l'insigne d'officier qualifié FMF (anciennement, il s'agissait du ruban Fleet Marine Force). Le personnel des forces navales de la flotte de la Marine, généralement des hommes du service de santé, des aumôniers ou des officiers de liaison des tirs navals qui participent à des assauts amphibies, sont également admissibles pour recevoir l'insigne d'opérations de combat FMF pour certaines médailles de service et rubans. Ce personnel de la Marine est autorisé à porter l'uniforme de service du Marine Corps avec des insignes de la Marine et doit se conformer à toutes les exigences physiques des Marines américains. 

## Voir également